# Palazzo Toscanelli
Palazzo Lanfranchi, poi Toscanelli, è un palazzo storico di Pisa, situato sul Lungarno Mediceo.
Fu la residenza dei Lanfranchi almeno nella prima metà del Cinquecento, prima dell'omonimo Palazzo sulla riva sinistra dell'Arno in lungarno Galilei. Nel XIX secolo divenne proprietà della famiglia Toscanelli, con il suo esponente Giuseppe.
Dal 1913 l’edificio è sede dell’Archivio di Stato di Pisa, con la sua ricchissima documentazione sulla storia medievale della città e del suo territorio.

## Storia
Nel 1505 Bartolomeo Lanfranchi acquistò una domus di cinque piani con loggia, pozzo e pertinenze posta sul Lungarno. Il Palazzo fu quindi realizzato nella prima metà del Cinquecento, e precede il Palazzo Lanfranchi.
La prima ristrutturazione avvenne nel 1560 per opera dell’architetto Giovan Battista Cervelliera, ma fu nel 1576 che Albizzo e Giovanni Lanfranchi rifecero un nuovo sontuoso palazzo con un nuovo fronte rivolto verso il fiume.
La soluzione ideata in questo periodo da Francesco Mosca, detto Meschino, diede un aspetto "moderno" alla facciata: con due cantonali laterali lavorati a bugnato sviluppati per tutta l’altezza e l’uso di differenti materiali lapidei.
Le sue forme attuali risalgono al XIX secolo, quando venne ristrutturato su iniziativa di Alessandro Gherardesca. 
Nel 1827 fu quindi acquistato dai Toscanelli, famiglia di costruttori della emergente borghesia. L’intervento di restauro ottocentesco dell’architetto Alessandro Gherardesca, sostituì le incorniciature in arenaria con lastre di marmo in stile neoclassico, oggi non più visibili. Il palazzo fu rinnovato nelle strutture interne e divenne sontuosa dimora di Giovan Battista Toscanelli e di sua moglie Angiola Cipriani. 
Sono ancora visibili gli affreschi sui soffitti di Nicola Cianfanelli, Gaspero Martellini e Annibale Gatti con scene raffiguranti Byron e la poesia, L’apoteosi di Galileo e L’apoteosi di Michelangelo. A quest’ultimo artista è stato attribuito – senza alcun riscontro certo – il progetto dell’edificio. Nel Palazzo Toscanelli si trovava originariamente la scultura del Tribolo raffigurante un’Arpia a cavallo di un rospo, conservata nelle collezioni di Palazzo Blu. 
Storicamente il palazzo è famoso anche per il soggiorno di Lord Byron, a cavallo tra il 1821 e il 1822. In seguito, il poeta inglese si trasferì ad Albaro, nei pressi di Genova; da lì poi, il 16 luglio 1823, partì per la Grecia, dove trovò la morte.

## Archivio di Stato di Pisa
L'Archivio di Stato di Pisa venne istituito il 22 febbraio 1860 dal Governo Provvisorio Toscano. Ebbe come prima collocazione il palazzo sopra le Logge di Banchi, inaugurata il 4 giugno del 1865 e oggi utilizzata come sede sussidiaria.
Il nucleo originale della collezione comprendeva documenti provenienti dagli archivi della Repubblica Pisana, da quelli del Comune di Pisa nel periodo di dominazione fiorentina, da quelli del periodo granducale, nonché dai depositi degli Ospedali Riuniti, dell'Opera della Primaziale, della Pia Casa della Misericordia e dei Cavalieri di Santo Stefano. È stata successivamente arricchita dagli archivi provenienti dai monasteri pisani e dalle donazioni di privati appartenenti a nobili famiglie toscane.
Il patrimonio comprende documenti a partire dall'VIII secolo, raccolti in più di 130 inventari.